# Hričovské Podhradie
Hričovské Podhradie (maďarsky Ricsóváralja) je obec v okrese Žilina na Slovensku. V roce 2011 zde žilo 374 obyvatel. První písemná zmínka o obci pochází z roku 1265.
Obec leží pod Hričovským hradem v Strážovských vrších v údolí Závadského potoka. V minulosti patřila do Hričovského panství spolu s obcemi Dolný a Horný Hričov, Ovčiarsko, Peklina, Hlboká, Závadka, Veľká Kotešová a Dlhé Pole. Později hrad zpustl a celé Hričovské panství přešlo v 16. století pod Bytčanské panství.
V katastrálním území obce se nacházejí přírodní památky Hričovská skalní jehla a Hričovské rífy.

## Symboly obce
Ve znaku obce je v zeleném štítě po stříbrné levostranné mříži přes stříbrný vyrůstající trs trávy skákající zlatý obrácený jelen ve stříbrné zbroji, vlevo stříbrný vyrůstající vysoký prohnutý výhonek.
Vlajka obce sestává z pěti podélných pruhů v barvách zelené (1/9), bílé (2/9), žluté (2/9), zelené (2/9) a bílé (1/9).